# Проективное пространство
Проекти́вное простра́нство над полем {\displaystyle \mathbb {K} } — пространство, состоящее из прямых (одномерных подпространств) некоторого линейного пространства {\displaystyle \mathbb {K} ^{n+1}} над данным полем.
Прямые пространства {\displaystyle \mathbb {K} ^{n+1}} называются точками проективного пространства.
Это определение поддаётся обобщению на произвольное тело {\displaystyle \mathbb {K} }.
Для полей {\displaystyle \mathbb {K} =\mathbb {R} } или {\displaystyle \mathbb {K} =\mathbb {C} }, и тела {\displaystyle \mathbb {K} =\mathbb {H} } соответствующее проективное пространство называется 
вещественным {\displaystyle \mathbb {R} \mathrm {P} ^{n}},
комплексным {\displaystyle \mathbb {C} \mathrm {P} ^{n}}
или кватернионным {\displaystyle \mathbb {H} \mathrm {P} ^{n}}
соответственно. 
Переход от векторного пространства {\displaystyle \mathbb {K} ^{n+1}} к соответствующему проективному пространству {\displaystyle \mathbb {K} \mathrm {P} ^{n}} называется проективизацией.
Точки {\displaystyle \mathbb {K} \mathrm {P} ^{n}} можно описывать с помощью однородных координат.

## Определение как факторпространства
Отождествляя точки {\displaystyle (x_{0},\ldots ,x_{n})\sim (\lambda x_{0},\ldots ,\lambda x_{n})}, где {\displaystyle \lambda } отлично от нуля, мы получим фактормножество (по отношению эквивалентности  {\displaystyle \sim })
{\displaystyle \mathrm {P} ^{n}(\mathbb {R} ):=(\mathbb {R} ^{n+1}\setminus \{\mathbf {0} \})/{\sim }}.
Точки проективного пространства обозначаются как {\displaystyle [x_{0}:\ldots :x_{n}]}, где числа {\displaystyle x_{i}} называются однородными координатами. Например, {\displaystyle [1:2:3]} и {\displaystyle [2:4:6]} обозначают одну и ту же точку проективного пространства.

## Аксиоматическое определение
Проективное пространство может быть также определено системой аксиом типа гильбертовской. В этом случае проективное пространство определяется как система, состоящая из множества точек {\displaystyle P}, множества прямых {\displaystyle L} и отношения инцидентности {\displaystyle I}, которое обычно выражается словами «точка лежит на прямой», удовлетворяющая следующим аксиомам:
- для любых двух различных точек существует единственная прямая, инцидентная обеим точкам;
- каждая прямая инцидентна не менее чем трём точкам;
- если прямые {\displaystyle L} и {\displaystyle M} пересекаются (имеют общую инцидентную точку), точки {\displaystyle p} и {\displaystyle q} лежат на прямой {\displaystyle L}, а точки {\displaystyle s} и {\displaystyle r} — на прямой {\displaystyle M}, то прямые {\displaystyle ps} и {\displaystyle qr} пересекаются.

Подпространством проективного пространства называется подмножество {\displaystyle T} множества {\displaystyle P}, такое что для любых {\displaystyle p,q\in P} из этого подмножества все точки прямой {\displaystyle pq} принадлежат {\displaystyle T}. Размерностью проективного пространства {\displaystyle P} называется наибольшее число {\displaystyle n}, такое что существует строго возрастающая цепочка подпространств вида
{\displaystyle \varnothing =X_{-1}\subset X_{0}\subset \cdots X_{n}=P}.

### Классификация
- Размерность 0: пространство состоит из единственной точки.
- Размерность 1 (проективная прямая): произвольное непустое множество точек и единственная прямая, на которой лежат все эти точки.
- Размерность 2 (проективная плоскость): в этом случае классификация является более сложной. Все плоскости вида {\displaystyle \mathbb {K} \mathrm {P} ^{n}} для некоторого тела {\displaystyle \mathbb {K} } удовлетворяют аксиоме Дезарга, однако существуют также недезарговы плоскости.
- Большие размерности: согласно теореме Веблена — Юнга,[2] любое проективное пространство размерности более двух может быть получено как проективизация модуля над некоторым телом.

## Связанные определения и свойства
- Пусть {\displaystyle M} есть гиперплоскость в линейном пространстве {\displaystyle L}. Проективное пространство {\displaystyle P(M)\subset P(L)} называется проективной гиперплоскостью в {\displaystyle P(L)}.
- На дополнении проективной гиперплоскости {\displaystyle A=P(L)\backslash P(M)} существует естественная структура аффинного пространства.
- Обратно, взяв за основу аффинное пространство {\displaystyle A}, можно получить проективное пространство как аффинное, к которому добавлены т. н. бесконечно удалённые точки. Первоначально проективное пространство и было введено таким образом.
- Пусть {\displaystyle P(L')} и {\displaystyle P(L'')} ― два проективных подпространства. Множество {\displaystyle P(L'+L'')} называется проективной оболочкой множества {\displaystyle P(L')\cup P(L'')} и обозначается {\displaystyle P(L'+L'')={\overline {P(L')\cup P(L'')}}}.[3]

## Тавтологическое расслоение
Тавтологическим расслоением {\displaystyle \gamma ^{n}\colon E\to \mathbb {R} \mathrm {P} ^{n}} называется векторное расслоение, пространством расслоения которого является подмножество прямого произведения {\displaystyle \mathbb {R} \mathrm {P} ^{n}\times \mathbb {R} ^{n+1}}
{\displaystyle E(\gamma ^{n}):={\big \{}(\{\pm x\},v)\in \mathbb {R} \mathrm {P} ^{n}\times \mathbb {R} ^{n+1}:v=\lambda x,\;\lambda \in \mathbb {R} {\big \}}},
а слоем — вещественная прямая {\displaystyle \mathbb {R} }. Каноническая проекция {\displaystyle \gamma ^{n}} отображает прямую, проходящую через точки {\displaystyle \pm x\in \mathbb {R} ^{n+1}}, в соответствующую точку проективного пространства. При {\displaystyle n\geqslant 1} это расслоение не является тривиальным.
При {\displaystyle n=1} пространством расслоения является лента Мёбиуса.